# 保罗·孔蒂
保罗·孔蒂（義大利語：Paolo Conti，1950年4月1日—），意大利前男子足球运动员，场上位置是守门员。他曾代表意大利国家队参加1978年国际足联世界杯，结果获得第四名。